# Gymnopholus howcrofti
Gymnopholus howcrofti  (лат.) — вид мелких жуков-долгоносиков  рода Gymnopholus из подсемейства Entiminae семейства Curculionidae (Eupholini, Coleoptera). Эндемик острова Новая Гвинея.

## Распространение
Встречаются на острове Новая Гвинея на высотах выше 2 км, в том числе на нагорье Marafunga (2250 m).

## Описание
Среднего размера нелетающие жуки-долгоносики. Длина тела около 2 см; чёрный и блестящий. Скутеллюм мелкий, слабопунктированный. Голова длиннее проторокса. Усики достигают оснований надкрылий. Проторакс примерно такой же длины что и его ширина. Надкрылья субпараллельные по бокам. Ноги длинные. Характерны для тропических влажных и горных лесов. Взрослые жуки питаются листьями молодых деревьев. От близкого вида Gymnopholus gemmifer отличается более вытянутым телом, более крупными выступами на пронотуме. Встречается на растениях Pinus, Rubus, Imperata cylindrica.

## Систематика
Вид был впервые описан в 1977 году и включён в состав номинативного подрода Gymnopholus s.str. Gressitt, 1966 американским энтомологом Линсли Гресситтом (J. Linsley Gressitt; Гонолулу, Гавайи, США; 1914—1982). Большинство авторов включают вид Gymnopholus howcrofti в трибу Eupholini (в составе подсемейства Entiminae).